# Шире
Шире (англ. Shire River, порт. Rio Chire) — річка в Малаві і Мозамбіку, витікає з озера Ньяса (Малаві) і впадає в Замбезі, довжина 402 км. Найважливіша річка Малаві.
Річка починається на південному краї озера Ньяса, для вод якого вона є єдиним стоком. За 8 км нижче містечка Мангоче вона вливається до озера Маломбе; після виходу з нього тече по болотистій полонині між пагорбами Мангоче і крутоярами гір Зомба на сході і плато Чіріпа на заході. Потім долина річки звужується, і між Матопе і Чіквавою рівень річки падає на 384 м протягом 80 км, заповнених ущелинами, порогами та водоспадами. На цьому відрізку Шире зривається водоспадами Холомбідзо (колишній Мерчісон), Нкула і Тедзані, проходить ущелиною Мпатаманга і знову перетинається водоспадами Гамільтон і Капічіра (колишній Лівінгстон). На водоспадах Нкула і Тедзані, на північний захід від Блантайру, на річці побудовані греблі і працюють гідроелектростанції.
Після Чіквави річка попадає на заболочену приморську низовину, де зливається зі своєю головною притокою, річкою Руо, яка утворює кордон між Малаві і Мозамбіком. Після злиття з Руо протягом невеликого відрізка кордон між двома країнами утворює сама Шире, поки нижче малавійського містечка Нсандже не уходить повністю на територію Мозамбіку. Річка звивається по Слоновим болотам і болотам Нджинджи до самого злиття з Замбезі, за 48 км нижче мозамбіцького міста Сена, за 100 км від гирла Замбезі на узбережжі Індійського океану.
Раніше обсяг стоку Шире цілком визначався рівнем озера Ньяса, який зазнає значних змін залежно від пори року, і від непостійного стоку своєї головної притоки Руо. Хоча, як правило, вона тече цілорічно, в 1930-х роках декілька разів було зареєстровано припинення плину протягом сухого сезону. Гребля, збудована в середній течії біля Лівонде, зараз регулює стік Шире і запобігає повеням, які загрожують її нижній течії.
Довжина Шире від витоку з озера Ньяса до злиття із Замбезі 402 км. Якщо вважати, що Шире лише протікає крізь озеро, і додати до неї річку Рухуху в Танзанії, найдовшу з річок, що вливаються до озера, сукупна довжина Шире буде понад 1200 км.

## Каскад ГЕС
На річці розташовано ГЕС Нкула, ГЕС Тедзані, ГЕС Капічіра.